# Sambo na Evropských hrách 2019
Soutěže zápasu sambo na II. Evropských hrách proběhly ve Sportovním paláci v Minsku ve dnech 22. a 23. června 2019.

## Informace a program turnaje
- Každá jednotlivá váhová kategorie byla omezena maximálním počtem 8 startujících tj. celkem 144 účastníků.
- Soutěží v zápasu sambo se zúčastnilo 142 sportovců z 28 evropských zemí.
- 14 zemí mělo symbolickou účast jednoho resp. dvou (muž, žena) sportovců.

- seznam účastníků

- SO – 22. 6. 2019 – muži (−57 kg, −68 kg, −82 kg, −100 kg), ženy (−48 kg, −56 kg, −64 kg, −72 kg, +80 kg)
- NE – 23. 6. 2019 – muži (−52 kg, −62 kg, −74 kg, −90 kg, +100 kg), ženy (−52 kg, −60 kg, −68 kg, −80 kg)

## Česká stopa
- −90 kg – Miroslav Vacek

## Výsledky

### Muži
| Kategorie | Podrobně | Zlato                      | Stříbro                  | Bronz                    | Bronz                     |
| --------- | -------- | -------------------------- | ------------------------ | ------------------------ | ------------------------- |
| −52 kg    | podrobně | Tigran Kirakosjan (ARM)    | Agasif Samadov (AZE)     | Givi Naderajišvili (GEO) | Andrej Kubarkov (RUS)     |
| −57 kg    | podrobně | Vachtang Chidrašvili (GEO) | Sajan Chertek (RUS)      | Mehman Chalilov (AZE)    | Vladislav Burď (BLR)      |
| −62 kg    | podrobně | Ruslan Bagdasarjan (RUS)   | Savas Karakizidis (GRE)  | Genady Čirgadze (GEO)    | Ivan Aniskevič (BLR)      |
| −68 kg    | podrobně | Alexandr Kokša (BLR)       | Mindija Liluašvili (GEO) | Nikita Kleckov (RUS)     | Emil Hasanov (AZE)        |
| −74 kg    | podrobně | Levan Nachucrišvili (GEO)  | Stanislav Skrjabin (RUS) | Arsen Gazarjan (ARM)     | Stěpan Popov (BLR)        |
| −82 kg    | podrobně | Andrej Perepeljuk (RUS)    | Davit Grigorjan (ARM)    | Besarion Berulava (GEO)  | Timofej Jemeljanov (BLR)  |
| −90 kg    | podrobně | Sergej Rjabov (RUS)        | Andrej Kazusjonok (BLR)  | Paata Gvinyjašvili (GEO) | Dmitrij Gerasimenko (SRB) |
| −100 kg   | podrobně | Davit Lorijašvili (GEO)    | Viktor Reško (LAT)       | Alsim Černoskulov (RUS)  | Denis Tachii (MDA)        |
| +100 kg   | podrobně | Beka Berdzenyšvili (GEO)   | Jurij Rybak (BLR)        | Arťom Osipenko (RUS)     | Vladimir Gajić (SRB)      |

### Ženy
| Kategorie | Podrobně | Zlato                          | Stříbro                      | Bronz                       | Bronz                      |
| --------- | -------- | ------------------------------ | ---------------------------- | --------------------------- | -------------------------- |
| −48 kg    | podrobně | Jelena Bondarevová (RUS)       | Anastasija Novikovová (UKR)  | Cvetelina Cvetanovová (BUL) | Anfisa Kapajevová (BLR)    |
| −52 kg    | podrobně | Diana Rjabovová (RUS)          | Maryna Žarská (BLR)          | Paulina Eshanuová (MDA)     | Irene Díazová (ESP)        |
| −56 kg    | podrobně | Taťjana Kazeňuková (RUS)       | Anastasija Archipovová (BLR) | Daniela Poroineanuová (ROU) | Laure Founierová (FRA)     |
| −60 kg    | podrobně | Vera Gareljakovová (BLR)       | Sabina Artemciucová (MDA)    | Jana Kostěnková (RUS)       | Yaiza Jiménezová (ESP)     |
| −64 kg    | podrobně | Jekatěrina Onoprijenková (RUS) | Olena Sajková (UKR)          | Taťjana Macková (BLR)       | Anda Valvoiová (ROU)       |
| −68 kg    | podrobně | Lucija Babićová (CRO)          | Kateryna Moskalovová (UKR)   | Olga Namozovová (BLR)       | Marina Mochnatkinová (RUS) |
| −72 kg    | podrobně | Anžela Žylinská (BLR)          | Nino Odzelašviliová (GEO)    | Galina Ambarcumjanová (RUS) | Natalija Smalová (UKR)     |
| −80 kg    | podrobně | Marija Orjaškovová (BUL)       | Žanara Kusanovová (RUS)      | Svetlana Timošenková (BLR)  | Halyna Kovalská (UKR)      |
| +80 kg    | podrobně | Anastasija Sapsajová (UKR)     | Elene Kebadzeová (GEO)       | Alina Păunescuová (ROU)     | Anna Balašovová (RUS)      |